# Théâtre romain de Montaudou
Vous lisez un « bon article » labellisé en 2023.
Le théâtre romain de Montaudou est un édifice de spectacle construit en Gaule, dans la cité des Arvernes, sur l'actuelle commune de Ceyrat dans le département du Puy-de-Dôme. Ses vestiges sont décrits depuis le début du XIXe siècle grâce à la présence d'un long mur d'une cinquantaine de mètres, connu localement sous l'appellation de Mur des Sarrasins. S'il a été interprété en tant que sanctuaire dédié à Mercure puis en tant que villa romaine, dès la seconde moitié du XXe siècle émerge l'hypothèse d'un théâtre romain antique. Ce n'est toutefois qu'à l'occasion d'une série de sondages menés dans les années 2000 que cette interprétation est validée. Construit à la fin du Ier siècle avec un diamètre de 51 m, le théâtre connait un second état vers la seconde moitié du IIe siècle, avec un diamètre porté à 81 m. Il s'agit néanmoins d'un édifice peu documenté, notamment sur son évolution et sur son abandon. S'il est désormais acquis que le théâtre n'est pas isolé, notamment de probables habitations et d'un potentiel temple à plan centré, la nature exacte de ce pôle implanté à 1,5 km au sud-ouest d'Augustonemetum/Clermont-Ferrand n'est pas connue, l'hypothèse d'une agglomération secondaire indépendante de la capitale arverne ayant été formulée.

## Localisation et toponymie
Le théâtre de Montaudou est implanté à 1,5 km au sud-ouest d'Augustonemetum/Clermont-Ferrand, sur le flanc nord-ouest du puy éponyme. Les vestiges d'un long mur ont mené à une triple toponymie médiévale : Le Muret, La Cos dous Sarrazins et le Mur des Sarrasins. Ce dernier toponyme est celui qui subsiste encore aujourd'hui et qui a décrit quatre vestiges antiques de Clermont-Ferrand et de ses environs, édifices considérés comme païens par les chrétiens de la fin du Moyen Âge. L'autre mur des Sarrasins le plus connu correspond au temple de Vasso Galate, à proximité de la place de Jaude.

## Historiographie
Des vestiges sont décrits au puy de Montaudou depuis au moins le début du XIXe siècle. La présence d'un imposant mur antique encore en élévation sur plusieurs mètres interroge les antiquaires et les érudits locaux. En 1805, Antoine Delarbre évoque « un temple dédié à Mercure », tandis que du mobilier archéologique est sommairement décrit au milieu du siècle par Henri Lecoq et Jean-Baptiste Bouillet. Pierre-Pardoux Mathieu, qui en donne une description en 1855, réfute toutefois l'interprétation de sanctuaire, considérant qu'un temple se trouverait en position sommitale et non sur un flanc du puy, et qu'il n'est pas cohérent que deux importants temples liés à Mercure aient coexisté à Augustonemetum. Il privilégie l'hypothèse d'une grande villa. Auguste Peghoux en donne une description détaillée vers 1850 et propose également une interprétation en tant que villa :

« Cette muraille, reste d'une plus grande construction, conserve une longueur d'environ une quarantaine de pieds. Elle repose sur une épaisse maçonnerie et présente deux avancements de forme carrée, qui paraissent être des éperons bâtis en même temps que le mur, destinés sans nul doute à augmenter la force de résistance dans un terrain calcaire et fort déclive. Le parement est en pierres de taille cubiques et fort régulières, de petites dimensions parfaitement assemblées en quinconce. Entre quelques-unes de ces pierres, on voit encore la marque de la truelle qui a pressé le mortier. Les pierres à l'intérieur du mur sont encore placées dans un ordre régulier, en assises superposées... Sa face occidentale qui est en rapport avec le terrain et qui est un peu découverte n'a pas de parement : les pierres sont simplement en partie recouvertes par du mortier pressé sur elles. Cette disposition semble indiquer que ce côté n'était pas destiné à être découvert... Des paysans m'ont affirmé avoir trouvé de l'eau et des conduites dans le terrain placé au-dessus du mur, terrain dont la surface est plus horizontale que ne le comporte la déclivité du terrain. Les paysans prétendent qu'il y a des restes de constructions enfouies dans les terres qui avoisinent cette muraille et au-dessus de lui à droite et à gauche : le fait est qu'on voit à la surface des débris de poteries et de tuiles. »

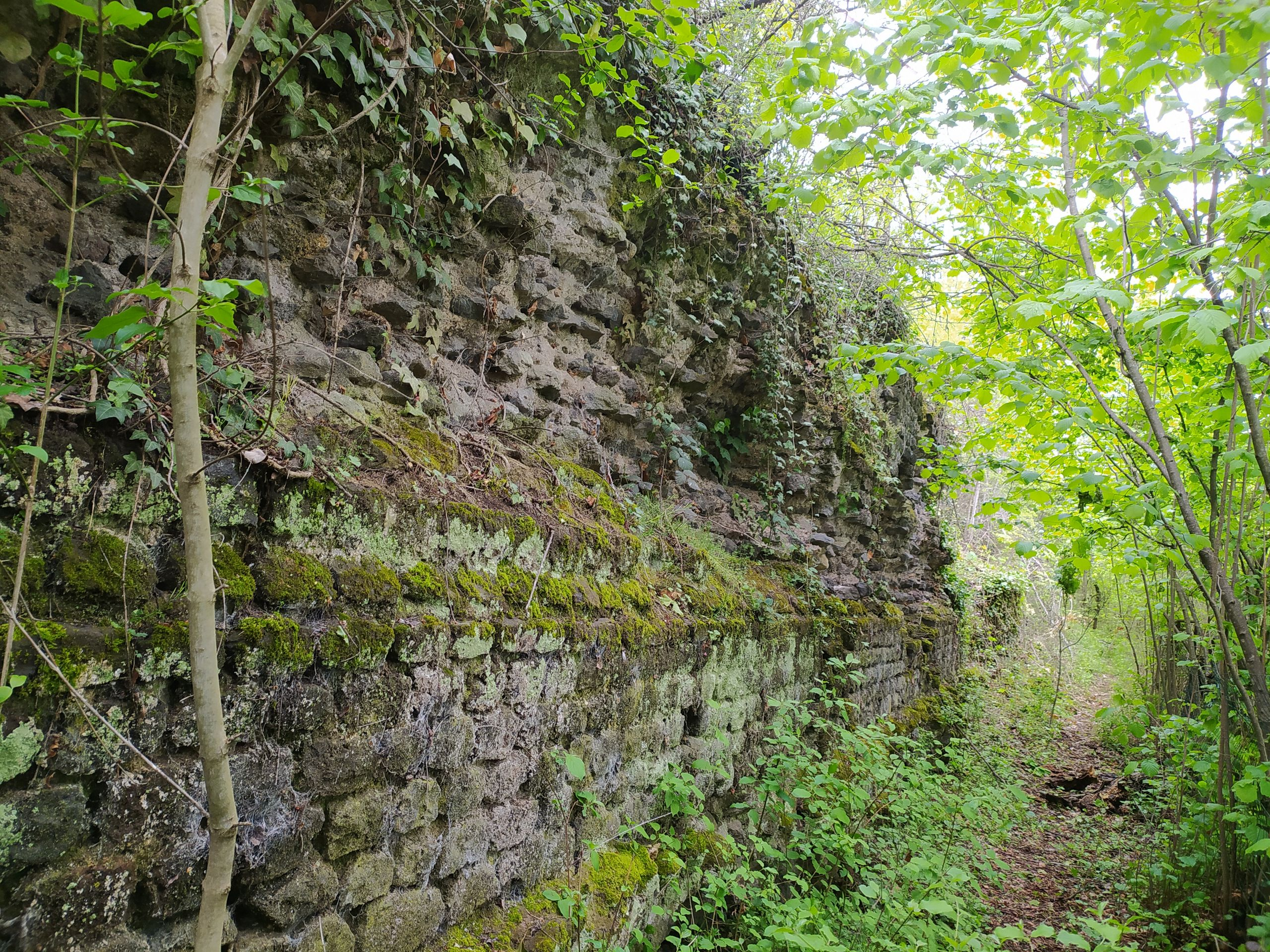
État des vestiges en 2024.

Le XXe siècle ne voit pas les descriptions se multiplier, à l'exception de celle de Henri et Emmanuel du Ranquet qui, dans un guide sur la commune de Royat, évoquent les nombreuses hypothèses liées à ce mur et à ces vestiges ; ils ne prennent toutefois pas partie mais évoquent la découverte de mosaïques, de marbres et de céramiques. C'est au milieu de ce siècle que Pierre-François Fournier et le géomètre J. Vyé se rendent sur le terrain, dressent un plan des vestiges, décrivent précisément les maçonneries et trouvent de nombreuses céramiques. L'historien rejette finalement les interprétations antérieures pour proposer celle de « mur de façade d'un théâtre », sur la suggestion de Jean-Jacques Hatt.
En 1983, Anne-Marie Romeuf y dirige des sondages qui montrent l'existence d'un mur perpendiculaire au grand mur,. À la fin de la même décennie ou au début de la suivante, Marie-Christine Pin et Vincent Guichard y réalisent un relevé topographique et évoquent une nouvelle fois le mur de scène d'un théâtre antique,. Un autre sondage est ouvert en 1991 sous la direction de Sophie Liégard et Anne-Marie Jouquand.
Dans le cadre du programme collectif de recherche « Atlas topographique d’Augustonemetum », Christian Le Barrier réalise en 2005 un relevé topographique du mur des Sarrasins ainsi que deux sondages qui valident l'interprétation en tant que théâtre. Cette opération a été suivie d'une seconde en 2006, puis de prospections géophysiques peu concluantes en 2007 et d'une dernière campagne de sondages en 2008. Si des opérations d'archéologie préventive ont depuis été menées dans les environs, plus aucune opération n'a porté sur le théâtre.

## Vestiges

Plan général du premier état du théâtre.
Murs attestés
Murs restitués

### Premier état
Le mur des Sarrasins correspond à un long mur de 48 m, auxquels s'ajoutent 2 m qui se prolongent en direction du sud, au-delà de deux contreforts de 2,50 × 1 m qui marquent les limites du mur principal. Ce dernier mesure 1,50 m de large au niveau de sa fondation et son épaisseur diminue jusqu'à 1,20 m au fur et à mesure qu'il s'élève, son élévation conservée étant de 4,50 m. Une brèche de 22 m correspond à la zone où le terrain a poussé et fait céder le mur, détruit sur 11 m de long. Plusieurs réfections indiquent des reprises de maçonnerie tandis que des trous de boulin sont encore observables.
Le premier état du théâtre se caractérise par un diamètre de 51 m. Le long de la cavea, reconnue uniquement sur sa partie septentrionale et fortement érodée, des contreforts carrés de 0,80 m ont été observés tous les 3,60 m. Un espace de circulation périphérique de ce premier état est reconnu au nord, avec une largeur supérieure ou égale à 14 m. Des clous de chaussure y ont notamment été observés. L'environnement de ce premier état est mal documenté, à l'exception de murs reconnus dans sa périphérie immédiate mais dont la fonction n'est pas identifiée.
Le premier état est daté du dernier quart du Ier siècle.

### Second état

Plan général du second état du théâtre.
Murs attestés
Murs restitués

Le second état du théâtre voit l'augmentation de son diamètre, porté de 51 m à 81 m. Son tracé n'est toutefois pas reconnu sur l'intégralité de la cavea, son extension vers l'ouest incertaine, et les dimensions proposées par les fouilleurs se fondent sur le postulat d'états symétriques du théâtre. Il est néanmoins certain que le premier état est arasé. Une succession de murets découverte au centre de l'édifice peut correspondre à des gradins qui ne sont pas stratigraphiquement rattachés à l'un ou l'autre des états. Toutefois, le diamètre du second état est davantage en adéquation avec ces murets.
Le second état est daté de la seconde moitié du IIe siècle. Son abandon n'est pas documenté.

### Environnement
Dans l'angle sud-ouest du théâtre, une anomalie a été repérée à l'occasion de la prospection géophysique de 2017. Un premier état livre un pavage ainsi qu'une rigole et deux murs perpendiculaires ; il est daté du dernier tiers du Ier siècle. Le bâtiment est ensuite fortement remanié au cours de la seconde moitié du IIe siècle et présente le plan d'un temple à plan centré,. Si Christian Le Barrier reste prudent sur cette interprétation, ne sachant pas s'il s'agit d'un temple à plan centré, d'un sanctuaire à part entière ou d'un autre édifice, Hélène Dartevelle est plus affirmative : « Un fanum a été reconnu au sud-ouest du théâtre. Sa cella représente un carré de presque 8 m de côté avec une galerie périphérique d'environ 3,20 m de large. » La relation entre le théâtre et ce bâtiment n'est pas connue : son orientation diffère et il semble contraindre à l'ouest l'extension du mur de la cavea. Dans un contexte d'agglomération, cette disposition est connue au sein de plusieurs sites antiques du Massif central.
D'autres vestiges de constructions, ponctuellement observés dans les environs à l'occasion d'opérations de diagnostic archéologique, sont interprétés comme les vestiges d'habitations. Deux citernes maçonnées ainsi que des murs, datés entre la seconde moitié du Ier siècle et la première moitié du IIe siècle, ont notamment été observés au sud du théâtre. L'édifice de spectacle n'était donc pas isolé mais s'insérait dans un ensemble plus vaste dont la compréhension reste très partielle.

## Interprétation
Le théâtre de Montaudou est interprété comme le théâtre antique de la capitale des Arvernes, Augustonemetum. Un second édifice de ce type, situé dans le centre urbain, est supposé mais aucune trace n'en a été découverte. Son histoire demeure méconnue et Christian Le Barrier propose, à titre d'hypothèse non étayée, que l'édifice soit le fait d'un riche évergète local, peut-être le propriétaire de la riche villa trouvée à proximité, rue Docteur-Lepetit. La relative proximité du théâtre avec les thermes antiques de Royat, distants de 1,3 km, est également évoquée mais n'est pas étayée. Aucune voie d'accès attestée n'est par ailleurs connue pour assurer la liaison entre la capitale et le théâtre.
À la suite de Florian Baret qui retient Ceyrat en tant qu'agglomération avérée, Christian Le Barrier et Hélène Dartevelle évoquent l'existence d'une « petite agglomération »,. Florian Baret indique cependant qu'il est encore difficile de saisir l'organisation de l'espace périphérique de la capitale antique et que le théâtre pourrait dépendre d'une agglomération indépendante.
L'implantation du théâtre sur une hauteur visible depuis les principaux sites du bassin clermontois semble avoir été motivée par des critères de visibilité et d'orientation vis-à-vis du vent et de la lumière, dans une visée potentiellement symbolique.
Au cours du Moyen Âge, le site a fait l'objet de récupérations.